# Establo Oitekaze

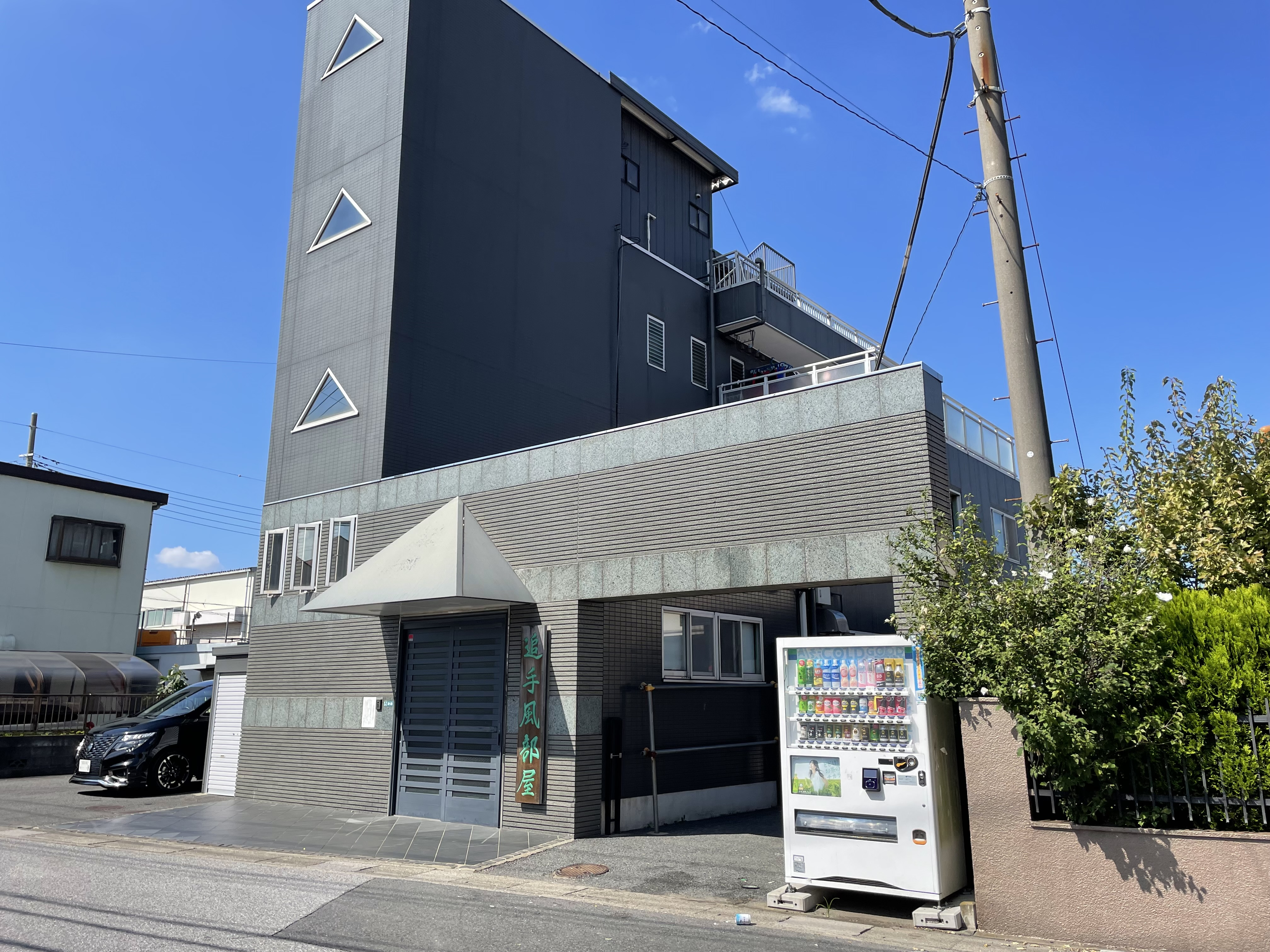
Fachada exterior del Establo Oitekaze

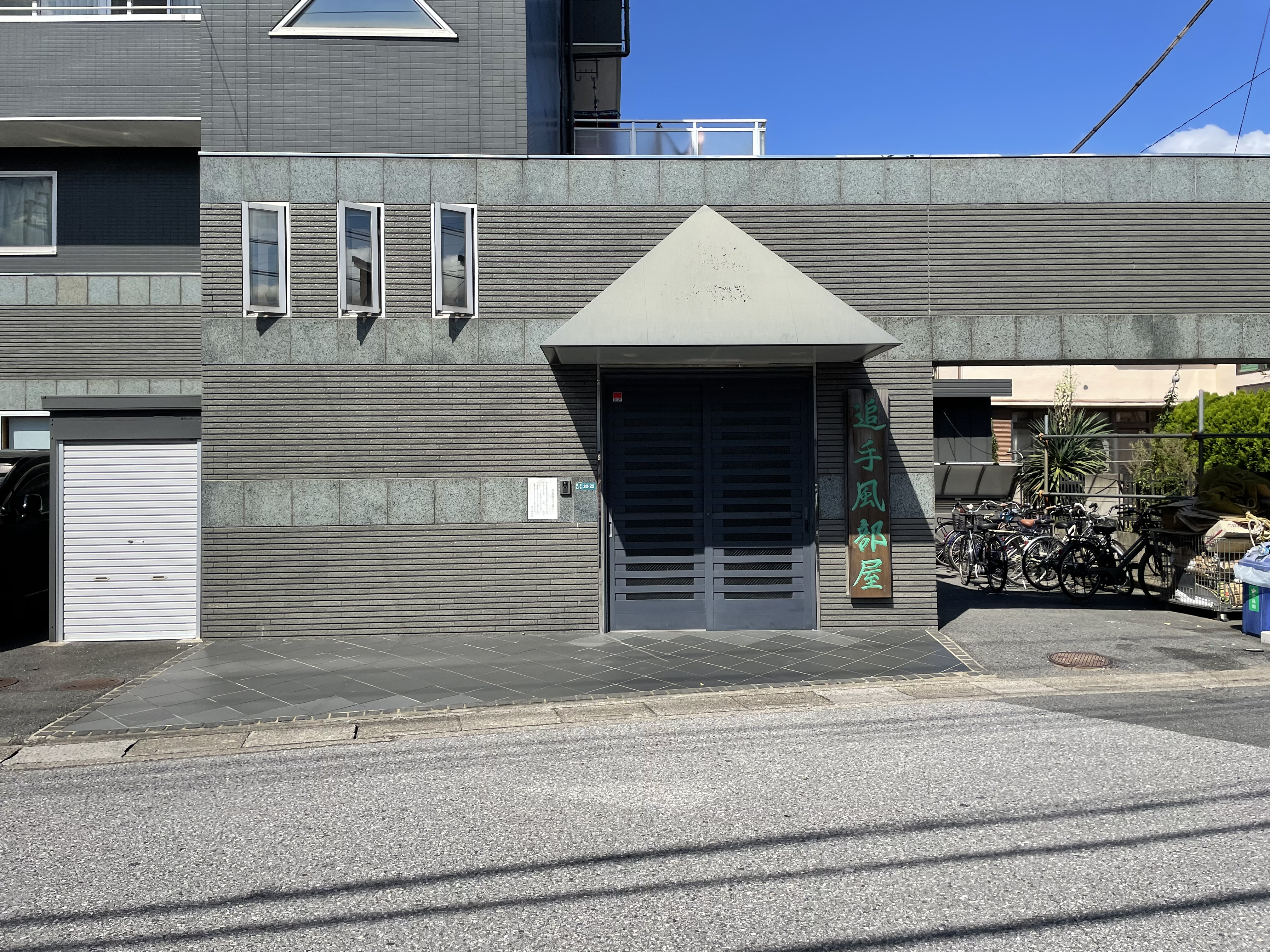
Entrada principal del Establo Oitekaze

El Establo Oitekaze (追手風部屋, Oitekaze-beya) es un establo de entrenamiento de sumo profesional. El recinto forma parte del ichimon Tokitsukaze. La actual generación del establo fue fundada el 1 de octubre de 1998 por el ex maegashira Daishōyama, el cual sigue el maestro y dueño del mismo. Daishōyama contrajo nupcias con la hija del anterior maestro Oitekaze, independizándose luego del establo Tomozuna, y trayéndose consigo a algunos luchadores, incluyendo a los futuros sekitori Hayateumi y Daishōdai[ja].  Para enero de 2023, el establo poseía un total de 18 luchadores, siete de ellos con estatus de sekitori. Para 2019, ocho luchadores habían alcanzado la división makuuchi en toda la historia del establo.
En diciembre de 2016, el establo se retiró del ichimon Isegahama para incorporarse al ichimon Tokitsukaze.
En abril de 2024, el maestro Tatsutayama fue transferido del establo Michinoku tras el cierre de este último debido al retiro del maestro Michinoku (ex ōzeki Kirishima).

## Nombres de ring
Varios luchadores de este establo han adoptado nombres de ring o shikona con los prefijos "Daishō" (大翔) o "Dai" (大), extraídos de los primeros caracteres del nombre del maestro y dueño del establo, el ex maegashira Daishōyama.

## Dueños
- 1998–presente: El décimo primer (11°) Oitekaze (iin, ex maegashira Daishōyama)

## Luchadores activos destacados
- Daieishō (mejor rango: sekiwake)
- Endō (mejor rango: komusubi)
- Tobizaru (mejor rango: komusubi)
- Daiamami (mejor rango: maegashira)
- Daishōhō (mejor rango: maegashira)
- Daishōmaru (mejor rango: maegashira)
- Tsurugishō (mejor rango: maegashira)
- Hitoshi[ja] (mejor rango: jūryō)

## Entrenadores
- Takashima Daizō (san'yo, ex sekiwake Kōbōyama)
- Tatsutayama Hironori (iin, ex maegashira Sasshūnada)

## Exluchadores destacados
- Hayateumi (ex sekiwake)
- Kokkai (ex komusubi)
- Hamanishiki (ex maegashira)

## Gyōji
- Shikimori Kiichirō (makuuchi gyōji, de nombre real: Osamu Wachi)

## Tokoyama
- Tokosaku (tokoyama de segunda clase)
- Tokokaze (tokoyama de cuarta clase)

## Ubicación y acceso
Sezaki 5-32-22, ciudad de Sōka, prefectura de Saitama. A 15 minutos caminando desde la Estación Yatsuka (Línea Tōbu Isesaki)